# Toussidé
Toussidé (también conocido como Tarso Toussidé) es un estratovolcán potencialmente activo en Chad. Toussidé se encuentra en los montes Tibesti, la gran caldera de Yirrigué y los cráteres más pequeños de Trou au Natron y Doon Kidimi están cerca de él. Tiene una altitud de 3.265 m sobre el nivel del mar. El volcán es el origen de varias coladas de lava, que han fluido hacia el oeste de Toussidé y hacia el este en la caldera de Yirrigué.
Trou au Natron, la depresión al sureste del volcán, mide aproximadamente 8 por 6 kilómetros de diámetro y 700-1.000 metros de profundidad. Durante el último máximo glacial o el Holoceno temprano-medio, se llenó de un lago. Dentro de Trou au Natron se han desarrollado varios conos volcánicos. La actividad fumarólica en la cima de Toussidé y las manifestaciones geotérmicas dentro de Trou au Natron representan signos de actividad volcánica en Toussidé.

## Nombres
Toussidé también se conoce como Tarso Toussidé.  "Trou au Natron" se refiere a los manantiales que han depositado trona blanca en la caldera. "Toussidé" se traduce como "Que mató a la gente local ( Tou ) con fuego".

## Geografía y geomorfología

### Regional
Toussidé forma parte de los montes Tibesti occidentales de Chad, en África. Los montes Tibesti alcanzan una altura de 3 kilómetros y están rodeados por el Sáhara. Las ciudades de Bardai y Zouar se encuentran al este-noroeste y al sur de Toussidé, respectivamente, y una carretera entre ambas pasa justo al sureste de Trou au Natron.
Otro volcán en Tibesti es el Emi Koussi, que es la montaña más alta del Tibesti y de toda la región del Sahara. El volcán Tarso Toh se encuentra al noroeste del Toussidé, las extrusiones de riolita Botoum y Botoudoma/Petit Botoum se encuentran a 10 km  sur de Trou au Natron. El origen del vulcanismo en Tibesti no está claro; se han propuesto tanto un mecanismo relacionado con un punto caliente como los efectos tectónicos de la colisión entre la placa africana y la placa euroasiática .

### Local
El Toussidé es un estratovolcán simétrico de 3.265 metros de altura, el segundo pico más alto del Tibesti y el más alto de las montañas del Tibesti occidental. En el pasado se consideraba que era más bajo, sólo 2.500 metros, antes de que Jean Tilho y W.G. Tweedale determinaran una mayor altura de la cumbre (1920). Se eleva 1.000 metros por encima del paisaje circundante y cubre una base de 8 por 9 kilómetros, dominando los alrededores. El cono de la cima está formado por lapilli, piroclastos y escoria, una mitad de color blanco y la otra negra; algunas zonas son blancas por la alteración fumarólica. Los flujos de lava emanan del Toussidé en forma radial y alcanzan longitudes de 25 kilómetros , cubriendo un área de 200 kilómetros cuadrados. Estas coladas descienden por los valles hacia el oeste y pueden haber enterrado un edificio volcánico más antiguo de Toussidé. Las coladas tienen un aspecto rocoso con una textura superficial diversa, que incluye texturas burbujeantes, vítreas y porfídicas, muy frescas y libres de erosión. La superficie de las coladas es rugosa y puede ser un problema para los escaladores. Las pendientes relativamente empinadas del Toussidé pueden reflejar la existencia de un domo de lava debajo de las lavas más jóvenes; algunos flujos pueden haberse originado a partir de respiraderos parásitos.
El Toussidé se encuentra en parte dentro de una caldera aún más grande, la caldera "pre-Toussidé" (también conocida como "Yirrigué") de 14 por 13 kilómetros, que está en parte rellena por los flujos de lava de Toussidé y los productos de la erupción de los cráteres de explosión más recientes, así como por los escombros que cayeron desde el escarpado margen de la caldera. Se encuentra en el lado occidental de la caldera, y la caldera más pequeña de Trou au Natron corta los flancos de Yirrigué. Yirrigué contiene un pequeño cono de ceniza y una colada de lava de 1 kilómetro de longitud, así como una llanura aluvial. La caldera de "Yirrigué" forma parte de un gran volcán riolítico con forma de escudo que se desarrolló sobre un horst tectónico, que a su vez puede haberse formado por intrusión de magmas. Las ignimbritas han enterrado terrenos más antiguos y han rellenado valles.
Al sureste de Toussidé se encuentra la caldera Trou au Natron (también conocida como Doon o Doon Orei), de 8 por 6 kilómetros de ancho. Su borde, de 700 a 1.000 metros de altura, está cortado en secuencias de lavas y conos volcánicos más antiguos. En algunos lugares es casi vertical. En el interior de Trou au Natron se encuentran cuatro conos volcánicos basálticos recientes, el más notable de los cuales es el Moussosomi, de 75 metros de altura, que ha hecho erupción un flujo de lava. Tres de estos conos están profundamente erosionados. Los conos también se encuentran fuera del Trou au Natron, y sus productos de erupción han desembocado en parte en el cráter. Al igual que el Toussidé, la posición de Trou au Natron parece estar controlada por la falla anular de la caldera "pre-Toussidé". En el interior de Trou au Natron se encuentra un pantano salino cuyo suelo está cubierto en parte por evaporitas, principalmente de sulfato de sodio.

Otro cráter de 1.500 metros de ancho y 300 metros de profundidad, Doon Kidimi (también conocido como Petit Trou o Doon Kinimi), se encuentra al noreste de Trou au Natron; es uno de los elementos volcánicos más prístinos de la región. Otros volcanes cercanos son el Ehi Timi, de 3.040 metros de altura, al noreste, y el Ehi Sosso/Ehi Soso, de 2.515 metros de altura, al este del Toussidé. El río Enneri Oudingueur nace cerca de la zona y se convierte en un afluente del Enneri Bardagué, que drena el Tibesti hacia el norte.

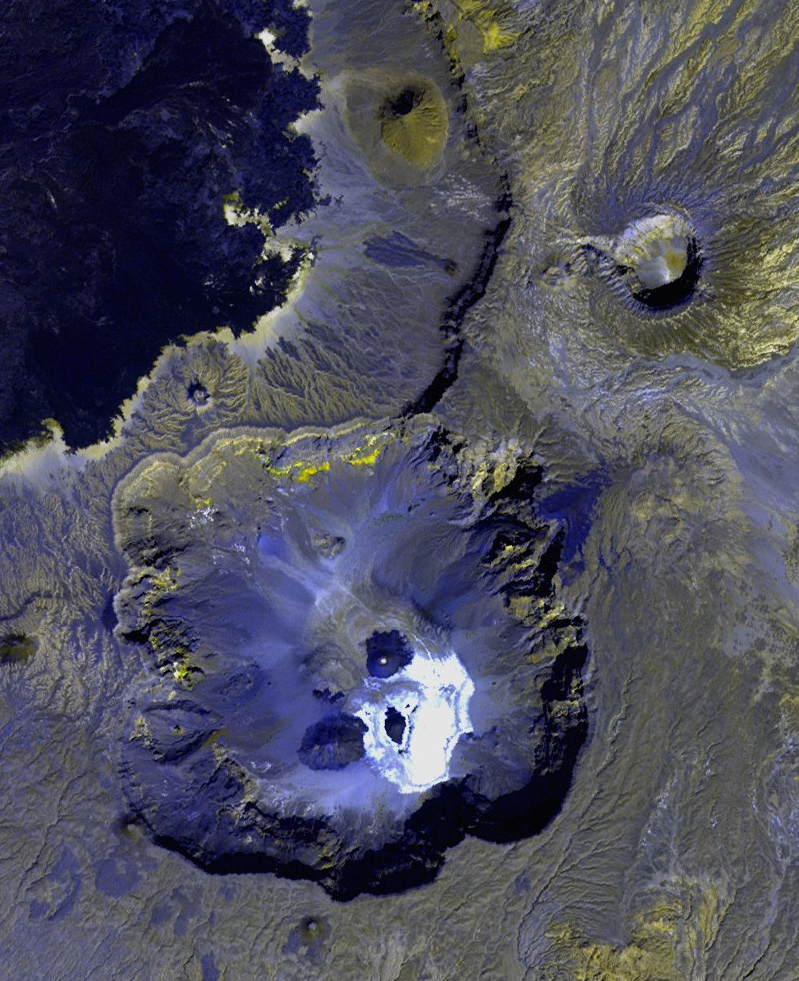
Trou au Natron (centro abajo) y Doon Kidimi (esquina superior derecha)
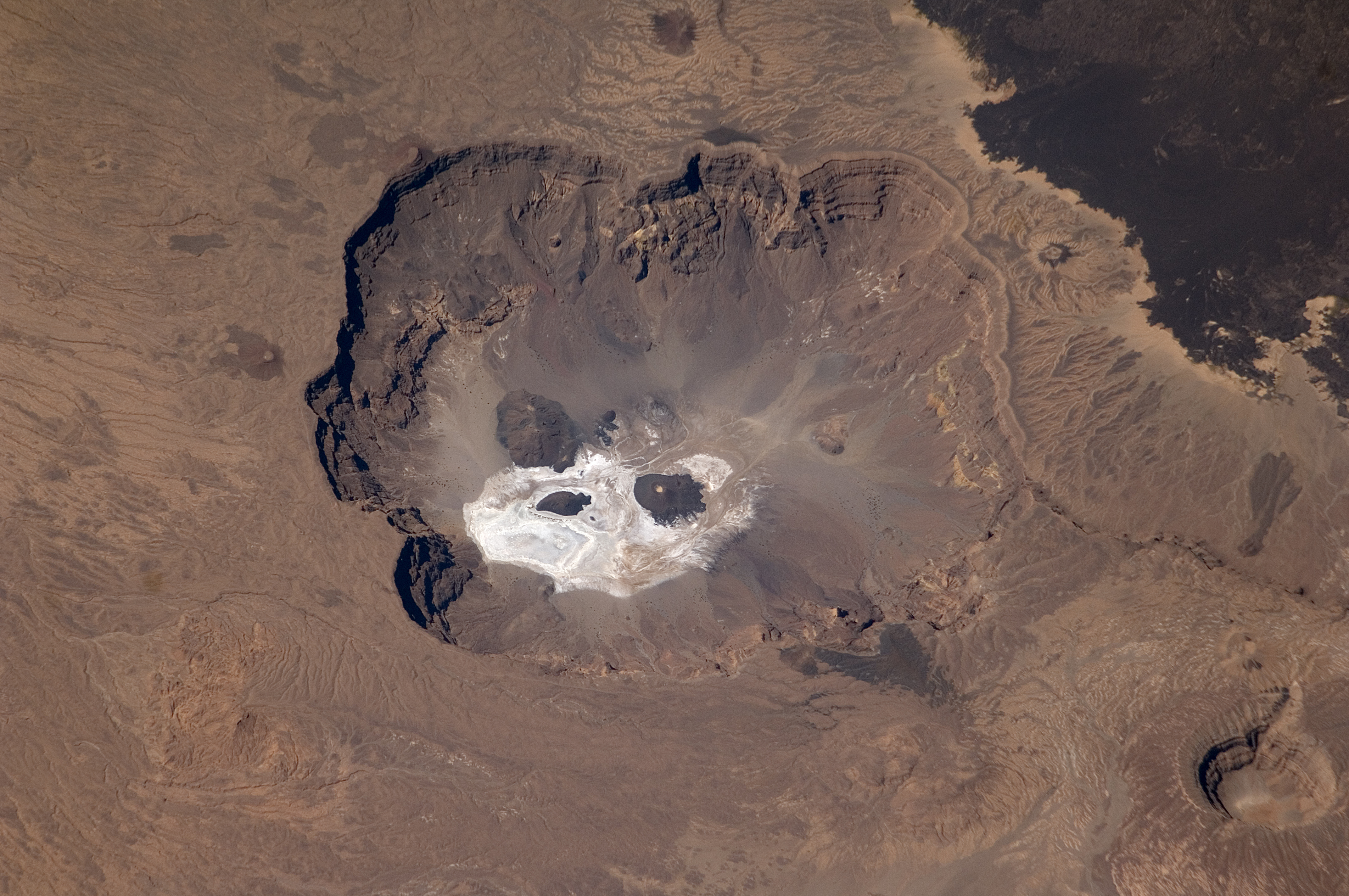
Trou au Natron visto desde el noreste; La lava de Toussidé fluye en la esquina superior derecha y Doon Kidimi en la esquina inferior derecha

El Trou Au Natron estuvo ocupado por un lago de agua dulce durante el último máximo glacial. Alimentado por el agua de deshielo, este lago persistió durante varios miles de años. Aparte de un descenso del nivel del lago entre 14.900-14.600 años antes del presente, el lago existió hasta unos 12.400 años antes del presente.
El lago alcanzó profundidades máximas de un mínimo de 300-350 metros, llegando al menos una vez a los 500 metros. Un tamaño tan grande, en relación con su cuenca, ha planteado la cuestión de la procedencia de esta agua. La formación de un lago de estas características durante el máximo glacial dependió probablemente de las precipitaciones orográficas transportadas por la corriente en chorro subtropical.

## Clima y vegetación
Las temperaturas anuales en Trou au Natron fluctúan entre los 27 y los 8 °C, con una variación diaria de 8,8 °C (15,8 °F), que es menor que en las tierras bajas. A mayor altitud se pueden producir heladas. Las precipitaciones ascienden a 93,3 milímetros al año en Trou au Natron. La mayor parte cae en forma de precipitaciones provenientes de frentes durante el verano, y son más copiosas que en las tierras bajas; las montañas de Tibesti son las fuentes de los wadis. Otras estimaciones, más indirectas, arrojan una precipitación de 150-250 milímetros al año en Toussidé.
En las fumarolas de Toussidé se ha descubierto una vegetación característica. Abarca desde cianofíceas, helechos, musgos, Oldenlandia y Selaginella dentro de las fumarolas hasta pequeños prados formados por musgos y Campanula monodiana, Fimbristylis minutissima, Lavandula antineae, Mollugo nudicaulis, Oxalis corniculata, Satureja biflora  y otras especies. El crecimiento de estas plantas se ve favorecido por el agua que emana de las fumarolas. La planta Erodium toussidanum es endémica de las fumarolas de Toussidé,  y la montaña es la localidad tipo de Salvia tibestiensis.  Trou au Natron también tiene su propia flora única, incluidas muchas especies del Sahel.

## Historia eruptiva
La actividad volcánica del Toussidé parece ser de edad cuaternaria. La caldera "pre-Toussidé" se considera el origen de numerosas ignimbritas locales, entre ellas la ignimbrita Yirrigué, de 430.000 ± 110.000 años de antigüedad. Esta ignimbrita cubre una superficie de 3.200 kilómetros cuadrados con unos 150 kilómetros cúbicos de roca. La erupción que generó esta ignimbrita también dio lugar a la formación de la caldera de Yirrigué.
Trou au Natron se formó probablemente a través de dos o tres erupciones freáticas separadas que depositaron grandes bloques alrededor del cráter, mientras que una propuesta alternativa que la considera una caldera de colapso parece no ser coherente con las pruebas de campo. Se formó después de la caldera "pre-Toussidé" teniendo en cuenta que su borde de caldera está cortado por Trou au Natron, en una época en la que ya existía parte del volcán Toussidé, pero antes de la glaciación Würm. El Doon Kidimi, en cambio, puede haberse formado durante el Neolítico Subpluvial, y después del Trou au Natron.
El Toussidé es uno de los volcanes más jóvenes de los montes Tibesti, y puede haber entrado en erupción en tiempos históricos. En su cima hay un gran número de fumarolas activas, que exhalan principalmente vapor de agua a temperaturas de 40-60 °C (104-140 °F), por lo que se considera el único volcán activo de Tibesti. Asimismo, los conos volcánicos de Trou au Natron se consideran recientes, ya que los depósitos lacustres que se encuentran bajo los conos han sido datados por radiocarbono con una antigüedad de entre 15.000 y 12.500 años. Por último, en Trou au Natron hay fuentes termales que depositan trona y se ha informado de actividad fumarólica en ellas.

## Otras fuentes
- Administración Nacional de Aeronáutica y Espacio
- Heseltine, Nigel (1960). From Libyan sands to Chad (en inglés). Museum Press.
- Fotografía de alta resolución de la NASA

- Datos: Q788723
- Multimedia: Toussidé / Q788723